# Marie-France Colignon
Marie-France Colignon (16 de noviembre de 1959) es una deportista francesa que compitió en judo. Ganó tres medallas en el Campeonato Mundial de Judo entre los años 1980 y 1984, y dos medallas en el Campeonato Europeo de Judo en los años 1982 y 1985.

## Palmarés internacional
| Campeonato Mundial | Campeonato Mundial          | Campeonato Mundial | Campeonato Mundial |
| Año                | Lugar                       | Medalla            | Categoría          |
| ------------------ | --------------------------- | ------------------ | ------------------ |
| 1980               | Nueva York (Estados Unidos) | Medalla de bronce  | –48 kg             |
| 1982               | París (Francia)             | Medalla de plata   | –48 kg             |
| 1984               | Viena (Austria)             | Medalla de plata   | –48 kg             |
| Campeonato Europeo |                             |                    |                    |
| Año                | Lugar                       | Medalla            | Categoría          |
| 1982               | Oslo (Noruega)              | Medalla de bronce  | –48 kg             |
| 1985               | Landskrona (Suecia)         | Medalla de oro     | –48 kg             |